# Vitamin-D-Rezeptor
Der Vitamin-D-Rezeptor (VDR) ist ein zur Familie der Steroidrezeptoren vom Typ II gehörender Calcitriol-bindender Transkriptionsfaktor. Der Rezeptor zählt zur Superfamilie der nukleären Rezeptoren NR1I1 (nuclear receptor subfamily 1, group I, member 1).

## Funktion
Der Vitamin-D-Rezeptor ist hochaffin für 1,25(OH)2D3 (Calcitriol) und ist notwendig, damit es seine hormonale Wirkung in den Zielzellen entfalten kann. Er gehört zu der Familie der Steroidrezeptoren; er ist somit ein Liganden-aktivierter Transkriptionsfaktor, der die Transkription bestimmter Zielgene aktiviert oder hemmt (je nach Gen) und so den Stoffwechsel beeinflusst. 1,25(OH)2D3 ist der bevorzugte Ligand des VDR, es bindet bis zu 100-mal stärker an 1,25(OH)2D3 als an 25(OH)D3 oder an 24,25(OH)2D3.
Ein angeborener Defekt im Vitamin-D-Rezeptor führt zu der Vitamin-D-abhängigen Rachitis Typ 2. Das für den Vitamin-D-Rezeptor kodierende Gen liegt beim Menschen auf dem Chromosom 12 Genlocus q13.11.
Die Entdeckung des VDR in Geweben, die nicht der Calcium- und Phosphat-Homöostase dienen, führte zu der Aufdeckung vieler anderer Funktionen von freiem 1,25(OH)2D3 im Organismus. Diese Funktionen sind zellspezifisch komplex koreguliert.

## Polymorphismen
In der menschlichen Bevölkerung gibt es viele allele Varianten (genetische Polymorphismen) des VDR-Gens auf Chromosom 12, mit großen Unterschieden zwischen einzelnen ethnischen Gruppen. Diese Unterschiede gehen mit unterschiedlicher Knochendichte, unterschiedlicher Neigung zu Hyperparathyreoidismus, Resistenz auf Vitamin-D-Therapie, Empfänglichkeit für Infektionen und Neigung für bestimmte Autoimmunkrankheiten und Krebserkrankungen einher. Diese Tatsache besser zu verstehen, wäre für eine individuell angepasste Vitamin-D-Therapie und -Prophylaxe wichtig.

## Regulation
Die intrazelluläre Konzentration des VDR in einer 1,25(OH)2D3-Zielzelle wird durch seine Liganden, insbesondere durch 1,25(OH)2D3 selber in fast allen Zellen hochreguliert (homologe Regulation). Ferner wird er durch andere Hormone und Wachstumsfaktoren, die nicht an VDR binden, hochreguliert. Diese heterologe Regulation hat wesentliche spezies-, gewebe- und zellspezifische Variationen.
Eine Modifikation des VDR wird durch Substanzen im Primärharn urämischer Patienten mit chronischem Nierenversagen hervorgerufen, die seine Funktion hemmen. Dies erklärt einen Teil der Vitamin-D-Resistenz, die gewöhnlich bei Patienten mit chronischen Nierenerkrankungen vorkommt.